# N.E.C. in het seizoen 1954/55
Het seizoen 1954/1955 was het eerste jaar in het bestaan van de Nijmeegse betaaldvoetbalclub N.E.C.. De club kwam uit in de Eerste klasse C en eindigde daarin op de 11e plaats, dit betekende dat de club in het nieuwe seizoen uitkwam op het één-na-hoogste voetbalniveau Eerste klasse.

## Wedstrijdstatistieken

### Eerste klasse B(afgebroken)
|       | Ajax  | Be Quick | DOS   | EDO   | Enschedese Boys | Go Ahead | Heracles | Rigtersbleek | Stormvogels | Veendam | De Volewijckers | Zwolsche Boys |
| ----- | ----- | -------- | ----- | ----- | --------------- | -------- | -------- | ------------ | ----------- | ------- | --------------- | ------------- |
| Thuis | 2 – 3 | –        | –     | 1 – 1 | –               | –        | –        | 4 – 0        | –           | –       | 1 – 3           | 1 – 0         |
| Uit   | –     | –        | 2 – 1 | –     | –               | –        | –        | –            | –           | 0 – 2   | –               | –             |

### Eerste klasse C
|       | Alkmaar '54 | Blauw-Wit | EBOH  | Enschedese Boys | Feijenoord | GVAV  | Haarlem | Hermes DVS | Limburgia | NOAD  | PSV   | Rapid JC | Vitesse |
| ----- | ----------- | --------- | ----- | --------------- | ---------- | ----- | ------- | ---------- | --------- | ----- | ----- | -------- | ------- |
| Thuis | 0 – 2       | 4 – 1     | 1 – 2 | 3 – 1           | 0 – 2      | 3 – 3 | 2 – 1   | 1 – 1      | 1 – 2     | 0 – 2 | 3 – 3 | 1 – 2    | 2 – 1   |
| Uit   | 6 – 1       | 2 – 0     | 3 – 0 | 2 – 1           | 2 – 2      | 2 – 1 | 0 – 0   | 1 – 1      | 1 – 0     | 0 – 0 | 4 – 4 | 1 – 0    | 2 – 2   |

## Statistieken N.E.C. 1954/1955

### Eindstand N.E.C. in de Nederlandse Eerste klasse C 1954 / 1955
| Stand | Gespeeld | Gewonnen | Gelijk | Verloren | Punten | Doelpunten voor | Doelpunten tegen |
| ----- | -------- | -------- | ------ | -------- | ------ | --------------- | ---------------- |
| 12e   | 26       | 4        | 9      | 13       | 17     | 33              | 49               |

### Eindstand N.E.C. in de Nederlandse Eerste klasse B 1954 / 1955 (afgebroken)
| Stand | Gespeeld | Gewonnen | Gelijk | Verloren | Punten | Doelpunten voor | Doelpunten tegen |
| ----- | -------- | -------- | ------ | -------- | ------ | --------------- | ---------------- |
| 9e    | 7        | 3        | 1      | 3        | 7      | 12              | 9                |

### Topscorers
| #              | Naam                   | Goal |
| -------------- | ---------------------- | ---- |
| 1.             | Pierre van Rhee        | 8    |
| 2.             | Teun Willemse          | 7    |
| 3.             | Rein Bosch             | 5    |
| 4.             | Teun van Ringelenstein | 4    |
| 5.             | Joop Ruiter            | 2    |
| 5.             | Henk Wiskamp           | 2    |
| 7.             | Cees Cuijten           | 1    |
| 7.             | Henk Hendriks          | 1    |
| 7.             | Henk Roos              | 1    |
| 7.             | Heini Schreurs         | 1    |
| Eigen doelpunt |                        |      |
| –              | Ad van Tuijl (PSV)     | 1    |
| Totaal         | Totaal                 | 33   |

| #      | Naam                   | Goal |
| ------ | ---------------------- | ---- |
| 1.     | Teun Willemse          | 4    |
| 2.     | Teun van Ringelenstein | 3    |
| 3.     | Henk Roos              | 2    |
| 4.     | Rein Bosch             | 1    |
| 4.     | Theo Versteegen        | 1    |
| 4.     | Henk Wiskamp           | 1    |
| Totaal | Totaal                 | 12   |